# Lúnasa

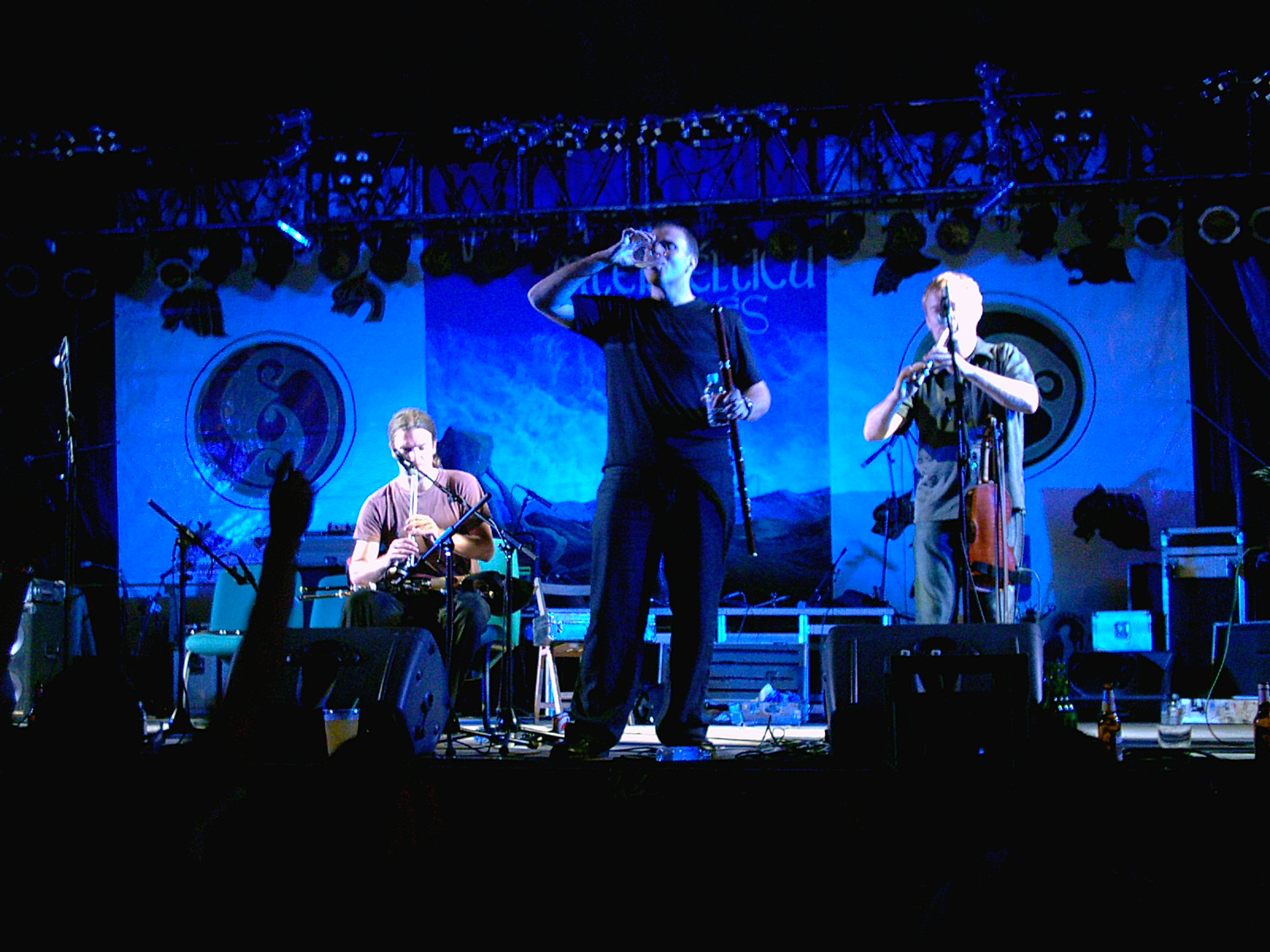
Lúnasa treedt op bij Interceltic Festival of Avilés in juli 2004.

Lúnasa is een traditionele Ierse muziekgroep. Ze staan bekend om hun ongebruikelijke up-tempo combinatie van viool, fluit, Uilleann pipes, gitaar en contrabas. Ze behoren tot de populairste folk rockbands van Europa. Twee van de originele leden (Seán Smyth en Trevor Hutchinson) zijn nog steeds bij de band.

## Band
Er zijn 4 bandleden bij Lúnasa:
- Seán Smyth - viool
- Kevin Crawford - fluit, tin whistle, bodhrán
- Trevor Hutchinson - bas
- Cillian Vallely - Uilleann pipes, whistle

## Gastspelers
Er zijn twee gitaristen die Donogh Hennessy vervangen op tournee:
- Paul Meehan
- Tim Edey

## Voormalige bandleden
- Donogh Hennessy - gitaar
- Michael McGoldrick - Uilleann pipes, fluit, whistle
- John McSherry

## Discografie
- 1997 - Lúnasa
- 1999 - Otherworld
- 2001 - The Merry Sisters Of Fate
- 2002 - Redwood
- 2004 - The Kinnitty Sessions
- 2006 - Sé
- 2008 - The Story So Far
- 2010 - Lá Nua

## Trivia
- De band is genoemd naar Lughnasadh, een Keltisch feest en tegelijk het Ierse woord voor augustus.
- Hun album uit 2004, "The Kinnitty Sessions" is het beste traditionele album genoemd door het Irish Music Magazine in 2005.
- In 2002 is Lúnasa onderscheiden als British/Celtic Album of the Year voor "Merry Sisters of Fate" door de Association for Independent Music in de Verenigde Staten.